# Hans-Jürgen Tode
Hans-Jürgen Tode (* 23. Dezember 1957 in Rostock) ist ein ehemaliger deutscher Kanute und Kanutrainer.

## Leben
Tode nahm an den Olympischen Sommerspielen 1976 teil, im Zweier-Canadier wurde er gemeinsam mit Detlef Bothe über die 1000-Meter-Strecke Fünfter, über 500 Meter schieden die beiden im Halbfinale aus.
Im Inland wurde Tode 1976 über 1000 Meter DDR-Meister im Zweier-Canadier und 1977 Dritter. 1978 wurde der für den SC Empor Rostock antretende Tode DDR-Meister im Einer-Canadier über die 1000-Meter- als auch über die 500-Meter-Strecke. 1976 sowie 1980 wurde er über 500 Meter jeweils DDR-Meister im Zweierkanadier.
Tode schloss 1984 ein Studium an der Deutschen Hochschule für Körperkultur (DHfK) mit einer Diplomarbeit zum Thema „Erfahrungen und Hinweise zur Entwicklung von leistungsträchtigen Mannschaftsbooten im Kanadierbereich des DKSV der DDR innerhalb des langfristigen Leistungsaufbaus“ ab. Als Trainer betreute er neben anderen Sportlern auch die Olympiasiegerinnen Anke von Seck und Ramona Portwich. 1994 wurde er Nationaltrainer Dänemarks. Unter seiner Leitung gewannen dänische Sportler unter anderem vier Weltmeistertitel, er beendete seine Arbeit in Dänemark nach den Olympischen Sommerspielen 2004.